# Weed (Nuovo Messico)
Weed è un census-designated place (CDP) degli Stati Uniti d'America della contea di Otero nello Stato del Nuovo Messico. La popolazione era di 63 abitanti al censimento del 2010. Si trova lungo la New Mexico State Road 24 sulle pendici orientali dei Monti Sacramento. Ha un ufficio postale dal 1885.

## Geografia fisica
Secondo lo United States Census Bureau, il CDP ha una superficie totale di 23,27 km², dei quali 23,26 km² di territorio e 0,01 km² di acque interne (0,04% del totale).

## Storia
Weed fu fondata nel 1884 da George ed Elizabeth Lewis. Prende il nome da William H. Weed, che aprì la filiale di un negozio nelle vicinanze.
Weed è il luogo di nascita dell'attore Glenn Strange.

## Società

### Evoluzione demografica
Secondo il censimento del 2010, la popolazione era di 63 abitanti.

### Etnie e minoranze straniere
Secondo il censimento del 2010, la composizione etnica del CDP era formata dal 95,24% di bianchi, l'1,59% di afroamericani, lo 0% di nativi americani, l'1,59% di asiatici, lo 0% di oceanici, lo 0% di altre razze, e l'1,59% di due o più etnie. Ispanici o latinos di qualunque razza erano lo 0% della popolazione.